# Caspa
Caspa é uma condição da pele que afeta principalmente o couro cabeludo. Os sintomas são descamação da pele e em alguns casos prurido ligeiro. A condição pode causar dificuldades sociais e de autoestima. A dermatite seborreica é uma forma mais grave da condição, na qual se verifica também inflamação da pele.
A causa exata não é ainda clara, mas acredita-se que estejam envolvidos uma série de fatores genéticos e ambientais. A causa mais comum de caspa é pele seca. Outras possíveis causas são dermatite seborreica, psoríase no couro cabeludo, eczema, sensibilidade a produtos para o cabelo ou fungos semelhantes a leveduras. A caspa não é causada por má higiene. No entanto, lavar o cabelo com xampu de forma pouco frequente pode tornar a caspa mais óbvia. A condição tende a agravar-se no inverno. O mecanismo subjacente envolve o crescimento excessivo de células da pele. O diagnóstico baseia-se nos sintomas.
Não existe cura para a caspa. Lavar o cabelo com um xampu anticaspa é a medida mais eficaz para controlar a condição. Em alguns casos podem ser necessários xampus com substâncias antimicóticas como o cetoconazol. A caspa ocorre em cerca de metade da população adulta. Geralmente tem início durante a puberdade. É mais comum entre homens do que entre mulheres. A prevalência diminui após os 50 anos de idade.

## Sinais e sintomas
Os principais sintomas da caspa são coceira no couro cabeludo e descamação. Manchas vermelhas e oleosas na pele e uma sensação de formigamento na pele também são sintomas.

## Causas
A causa não é clara, mas acredita-se que envolva uma série de fatores genéticos e ambientais.

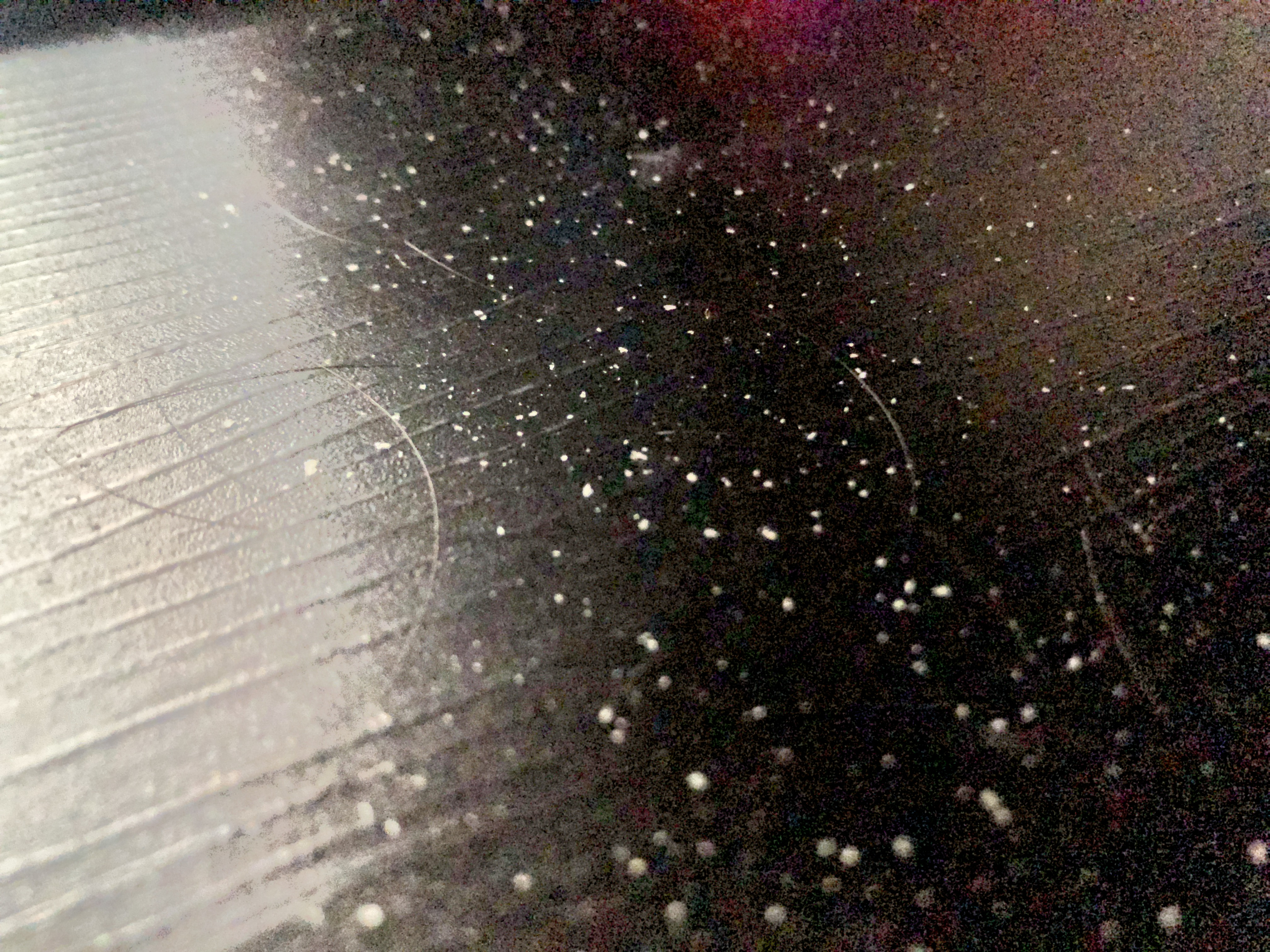
Caspa com cabelo pode ser com pele seca

À medida que as camadas da pele se substituem continuamente, as células são empurradas para fora, onde morrem e descamam. Para a maioria das pessoas, esses flocos de pele são pequenos demais para serem visíveis. No entanto, certas condições fazem com que a renovação celular seja extraordinariamente rápida, especialmente no couro cabeludo. Supõe-se que, para pessoas com caspa, as células da pele podem amadurecer e ser eliminadas em dois a sete dias, ao contrário de cerca de um mês em pessoas sem caspa. O resultado é que as células mortas da pele são eliminadas em grandes aglomerados oleosos, que aparecem como flocos brancos ou acinzentados no couro cabeludo, pele e roupas.
De acordo com um estudo, a caspa mostrou ser possivelmente o resultado de três fatores:
1. Óleo da pele, comumente referido como sebo ou secreções sebáceas[10]
2. Os subprodutos metabólicos de microrganismos da pele (mais especificamente leveduras Malassezia)[11][12][13][14][15]
3. Suscetibilidade individual e sensibilidade alérgica.

### Microrganismos
A literatura mais antiga cita o fungo Malassezia furfur (anteriormente conhecido como Pityrosporum ovale) como a causa da caspa. Embora esta espécie ocorra naturalmente na superfície da pele de pessoas com e sem caspa, em 2007, descobriu-se que o agente responsável é um fungo específico do couro cabeludo, Malassezia globosa, que metaboliza os triglicerídeos presentes no sebo pela expressão de lipase, resultando em um subproduto lipídico: ácido oleico. Durante a caspa, os níveis de Malassezia aumentam de 1,5 a 2 vezes o seu nível normal. O ácido oleico penetra na camada superior da epiderme, o estrato córneo, e evoca uma resposta inflamatória em pessoas suscetíveis que perturba a homeostase e resulta em clivagem errática das células do estrato córneo.

### Dermatite seborreica
Na dermatite seborreica, a vermelhidão e a coceira ocorrem frequentemente ao redor das dobras do nariz e das sobrancelhas, não apenas no couro cabeludo. Lesões secas, espessas e bem definidas, consistindo de escamas grandes e prateadas, podem ser atribuídas à condição menos comum de psoríase do couro cabeludo. A inflamação pode ser caracterizada por vermelhidão, calor, dor ou inchaço e pode causar sensibilidade.
A inflamação e a extensão da descamação fora do couro cabeludo excluem o diagnóstico de caspa da dermatite seborreica. No entanto, muitos relatos sugerem uma ligação clara entre as duas entidades clínicas — a forma mais leve da apresentação clínica da dermatite seborreica como caspa, onde a inflamação é mínima e permanece subclínica.
Mudanças sazonais, estresse e imunossupressão parecem afetar a dermatite seborreica.

## Mecanismo
A escama da caspa é um aglomerado de corneócitos, que retiveram um grande grau de coesão entre si e se desprenderam como tal da superfície do estrato córneo. Um corneócito é um complexo de proteínas que é feito de minúsculos fios de queratina em uma matriz organizada. O tamanho e a abundância de escamas são heterogêneos de um local para outro e ao longo do tempo. As células paraceratóticas geralmente fazem parte da caspa. Seus números estão relacionados à gravidade das manifestações clínicas, que também podem ser influenciadas pela seborreia.

## Tratamento

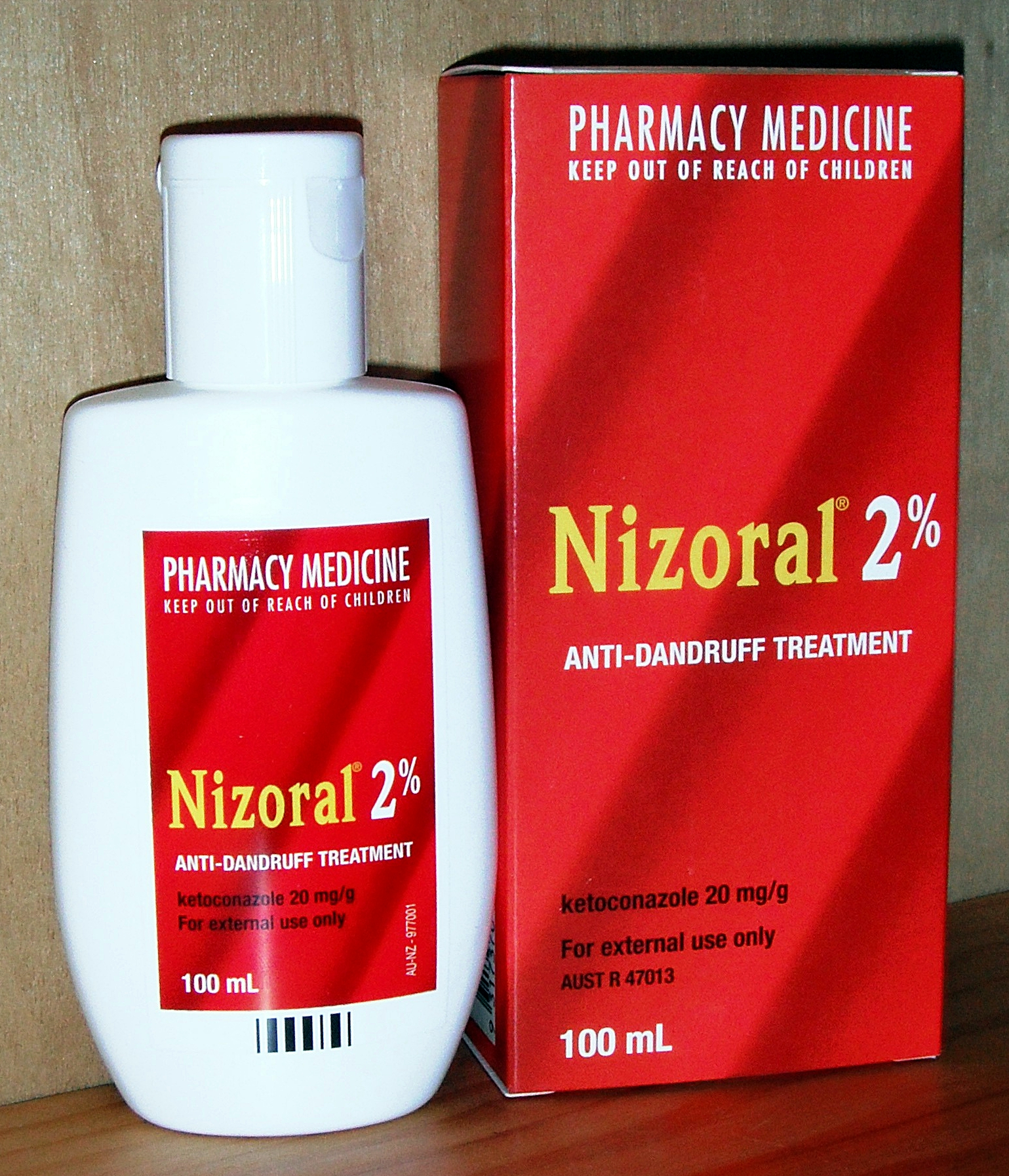
Shampoo cetoconazol (Nizoral)

Os xampus usam uma combinação de ingredientes especiais para controlar a caspa.

### Antifúngicos
Tratamentos antifúngicos, incluindo cetoconazol, piritionato de zinco e dissulfeto de selênio, mostraram-se eficazes. O cetoconazol parece ter uma duração mais longa do efeito. O cetoconazol é um agente antimicótico de amplo espectro ativo contra Candida e M. furfur. De todos os antifúngicos da classe dos imidazol, o cetoconazol tornou-se o principal concorrente entre as opções de tratamento devido à sua eficácia também no tratamento da dermatite seborreica.
O ciclopirox (via tópica) também pode ser usado como agente anticaspa. No entanto, é vendido principalmente como creme e seu principal uso é no tratamento de pé de atleta, coceira na virilha e micose.

### Alcatrão de hulha
O alcatrão de hulha faz com que a pele elimine as células mortas da camada superior e retarda o crescimento das células da pele.

### Óleos essenciais
Os óleos essenciais, como o óleo de melaleuca (para composição, consultar a ISO 4730:2017), são eficazes no tratamento da caspa, mas ainda carece de pesquisas.